# سنج
سِنج نوعی ساز کوبه‌ای به شکل دو صفحهٔ برنجی گرد است که معمولاً صدای آن را با کوبیدن به هم درمی‌آورند.
سنج عبارت از یک صفحه برنجی و فلزی مدور با قطرهای مختلف بین ۲۰ تا ۶۰ سانتیمتر و معمولاً وسط سمت بیرونی سنج برای نگهداشتن آن بکار می‌رود است.
صدای سنج‌ها بسته به خاصیت آن‌ها تفاوت می‌کند. این خاصیت‌ها عبارتند از:
- قطر سنج
- ضخامت سنج
- شکل سنج
- آلیاژ و جنس فلزی که در ساختن سنج بکار رفته‌است.

در جنوب ایران جنس سنج از فلزی سخت و محکمی است که به آن «هفت‌جوش» می‌گویند. در منطقه خلیج فارس، در گذشته بر این عقیده بوده‌اند که چون جنس سنج از فلز است و اجنه از فلز می‌هراسند به همین خاطر آن را در کنار نوازنده‌های دَمّام می‌نوازند تا جسمشان از اشباح و شیاطین آزاد شود و نوازنده بتواند با نیتی پاک به نواختن بپردازد.
در جنوب ایران، آیین سنج و دمام، معمولاً با تعداد هفت سنج نواخته می‌شود، سه سنج که از دیگر سنج‌ها خوش‌صداتر هستند در جلو و چهار سنج دیگر را در عقب گروه می‌نوازند.